# Kurmangazy Sagyrbajuły
Kurmangazy Sagyrbajuły (kaz. Құрманғазы Сағырбайұлы), Sagyrbajew (ur. ok. 1818/1823, zm. 1889) – kazachski muzyk i kompozytor, tworzący tradycyjne, krótkie formy muzyczne na dombrę – küj, wirtuoz dombry. 

## Życiorys
Kurmangazy Sagyrbajuły urodził się ok. 1818–1823 roku. Od najmłodszych lat grał na tradycyjnej kazachskiej „lutni” – dombrze. Komponował głównie tradycyjne, krótkie formy muzyczne – küj. Spośród 60 zachowanych utworów Kurmangazego, do najbardziej popularnych utworów należą: Saryarka i Bałbyrauyn, chwalące piękno natury Kazachstanu; Serper i Adaj – traktujący o czynach bohaterów. Küj „Kyszkentaj” poświęcony jest wydarzeniom powstania Ordy Bukiejewskiej pod przywództwem Isataja Tajmanuły. 
Sagyrbajuły znany był z krytycznego spojrzenia na świat, m.in. winą za rozwarstwienie majątkowe Kazachów obarczał elity kazachskie i władze rosyjskie. Za swoje poglądy był więziony w Orenburgu.
Sagyrbajuły zmarł w 1889 roku. Zachowaniem spuścizny po Sagyrbajułym zajmował się Jewgienij Brusiłowski.
W 1934 roku powołano do życia orkiestrę muzyczną im. Kurmangazego Sagyrbajuły, która grała na kazachskich instrumentach ludowych, propagując tradycyjną muzykę kazachską. W 1944 roku otwarto narodowe konserwatorium muzyczne, któremu w 1945 roku nadano imię Kurmangazego Sagyrbajuły. Również jedno z największych pól ropy naftowej w Kazachstanie nosi imię Sagyrbajuły.